# 맥스와 루비
맥스와 루비는 로즈메리 웰스의 원작인 동명 동화를 바탕으로 만들어진 캐나다의 2002년 애니메이션이다. 대한민국에는 프뢰벨, 웅진 등을 한글로 번역되어 출간되었다. 현재는 시즌5까지 나왔으며, 맥스와 루비의 부모님은 2019년에 출시된 시즌 3기에서 부터 등장한다.

## 등장인물
- 맥스 (버찌): 루비의 남동생. 장난꾸러기와 사고 뭉치에 고집을 잘 부리지만 귀여운 면이 있다.
- 루비(앵두) : 맥스의 누나. 친절하며 똑똑하고 용감하다.
- 할머니 : 맥스와 루비의 할머니.
- 루이스(살구) : 루비의 단짝 친구이며. 여자 토끼, 맥스, 루비와 자주 만나기도 한다.
- 발레리(눈금이) : 루비의 친구이며.여자 토끼, 맥스, 루비와 자주 만나기도 한다.
- 로저(호두) : 루비의 친구이며. 남자 토끼, 아빠를 도와 슈퍼에서 일한다.
- 모리스(꽈리) 맥스(버찌)의 친구이자 루이스의 사촌동생이다.

```
버찌와 꽈리는 노는 것이 취미다
```

- 맥스와 루비의 어머니 : 맥스와 루비의 어머니. 시즌 3기에서 부터 등장한다.
- 맥스와 루비의 아버지 : 맥스와 루비의 아버지. 어머니와 같이 시즌 3기에서 부터 등장한다.